# Club Baloncesto Estudiantes 1995-1996
Questa voce raccoglie le informazioni riguardanti il Club Baloncesto Estudiantes nelle competizioni ufficiali della stagione 1995-1996.

## Stagione
La stagione 1995-1996 del Club Baloncesto Estudiantes è la 40ª nel massimo campionato spagnolo di pallacanestro, la Liga ACB.

## Roster
Aggiornato al 2 dicembre 2021.
| Estudinates Argentaria 1995-96 | Estudinates Argentaria 1995-96 |
| Giocatori                      | Staff tecnico                  |
| ------------------------------ | ------------------------------ |

| N. | Naz.                   | Ruolo | Nome                | Anno | Alt.   | Peso   |  |
| -- | ---------------------- | ----- | ------------------- | ---- | ------ | ------ |  |
| 4  | Stati Uniti (bandiera) | GA    | Chandler Thompson   | 1970 | 193 cm | 104 kg |  |
| 5  | Stati Uniti (bandiera) | P     | Keith Jennings      | 1968 | 170 cm | 73 kg  |  |
| 6  | Spagna (bandiera)      | P     | Nacho Azofra        | 1969 | 185 cm | 83 kg  |  |
| 7  | Spagna (bandiera)      | C     | Juan Antonio Orenga | 1966 | 206 cm | 98 kg  |  |
| 8  | Spagna (bandiera)      | G     | Juan Aísa           | 1971 | 194 cm |        |  |
| 9  | Spagna (bandiera)      | P     | Francisco García    | 1974 | 190 cm |        |  |
| 9  | Spagna (bandiera)      | G     | Gonzalo Martínez    | 1974 | 178 cm |        |  |
| 10 | Spagna (bandiera)      | AG    | Carlos Jiménez      | 1976 | 204 cm | 98 kg  |  |
| 11 | Spagna (bandiera)      | AP    | Alberto Herreros    | 1969 | 200 cm | 98 kg  |  |
| 12 | Spagna (bandiera)      | AC    | Enrique Bárcenas    | 1973 | 205 cm |        |  |
| 13 | Stati Uniti (bandiera) | AC    | Gary Alexander      | 1969 | 202 cm | 107 kg |  |
| 14 | Russia (bandiera)      | C     | Michail Michajlov   | 1971 | 206 cm |        |  |
| 14 | Spagna (bandiera)      | C     | Javier Velázquez    | 1975 | 204 cm |        |  |
| 15 | Spagna (bandiera)      | C     | Iñaki de Miguel     | 1973 | 205 cm | 100 kg |  |

| Allenatore                                                               |
| - Pepu Hernández                                                         |
| Assistente/i                                                             |
| - Angel Miguel Goñi Legenda - (C) Capitano - (IN) Inattivo - Infortunato |

## Mercato

### Sessione estiva
| Acquisti | Acquisti          | Acquisti      | Acquisti   | Acquisti |
| R.a      | Nome              | da            | Modalità   |          |
| -------- | ----------------- | ------------- | ---------- | -------- |
| AP       | Chandler Thompson | Ourense       | definitivo |          |
| AC       | Gary Alexander    | Strasburgo    | definitivo |          |
| P        | Keith Jennings    | G.S. Warriors | definitivo |          |
| AC       | Enrique Bárcenas  | Fuenlabrada   | definitivo |          |
| P        | Nacho Azofra      | Siviglia      | definitivo |          |
| G        | Juan Aísa         | Ourense       | definitivo |          |

| Cessioni | Cessioni         | Cessioni | Cessioni       | Cessioni |
| R.       | Nome             | a        | Modalità       |          |
| -------- | ---------------- | -------- | -------------- | -------- |
| AC       | Harper Williams  | Manresa  | fine contratto |          |
| P        | Pablo Martínez   | Cáceres  | fine contratto |          |
| A        | Andre Spencer    | Digione  | fine contratto |          |
| P        | Chinche Lafuente |          | ritirato       |          |
| G        | Álex Escudero    | Breogán  | fine contratto |          |
| A        | Javier Blázquez  | Granada  | fine contratto |          |

### Dopo l'inizio della stagione
| Acquisti | Acquisti | Acquisti | Acquisti | Acquisti |
| R.       | Nome     | da       | Data     | Modalità |
| -------- | -------- | -------- | -------- | -------- |

| Cessioni | Cessioni       | Cessioni         | Cessioni      | Cessioni    |
| R.       | Nome           | a                | Data          | Modalità    |
| -------- | -------------- | ---------------- | ------------- | ----------- |
| AC       | Gary Alexander | Dragons Rhöndorf | novembre 1995 | rescissione |